# انقلاب 1948 في فنزويلا
وقع الانقلاب الفنزويلي 1948 في 24 نوفمبر 1948، عندما أطاح كارلوس دلغادو شالبود وماركوس بيريز خيمينيز ولويس فيليبي لوفيرا بايز بالرئيس المنتخب، رومولو جايجوس، الذي تم انتخابه في الانتخابات العامة الفنزويلية عام 1947 (يعتقد عمومًا أنه أول انتخابات نزيهة في البلاد) وتولى منصبه في فبراير 1948. كان شالبود وزير دفاع جايجوس. تولى خيمينيز قيادة البلاد كديكتاتور.